# Chuluunjoroot
Chuluunjorot (en mongol: Чулуунхороот Chuluunhoroot, oficialmente: Чулуунхороот сум Chuluunhoroot sum) es un distrito (sum) de la provincia (aimag) Dornod en la parte noreste de Mongolia. El centro administrativo del distrito es Ereentsav.

## Geografía
El sum se encuentra en la parte noreste del país, a unos 240 km de distancia de la capital provincial, Choibalsan, y a unos 885 km de la capital nacional, Ulán Bator. Tiene fronteras con la Federación de Rusia y la República Popular China.

## Clima
El clima del distrito de Chuluunjoroot es fuertemente continental.

## Infraestructura
El distrito posee una escuela, un hospital y un centro cultural.